# صالح مهدي العبدلي
صالح مهدي علي العبدلي هو شاعر يمني. ولد عام 1910 في الحوطة عاصمة محافظة لحج. تلقى تعليمه الأولي في مدينته. وهو خليفة أحمد فضل القمندان في حكم قيادة جيش السلطنة النظامي. ولم يبرز كشاعر إلا بعد تخليه عن العسكرية. ساهم بشكل كبير في بداية الخمسينيات. له ديوان شعر مطبوع بعنوان «على الحسيني سلام» صدر في 1985. توفي عام 1973 في عدن.